# Kabatiella zeae
Der Schlauchpilz Kabatiella zeae, Syn.: Aureobasidium zeae (Narita & Y. Hiratsuka) J.M. Dingley, gehört zur Klasse der Dothideomycetes und verursacht die Augenfleckenkrankheit. Der Gattungsname Kabatiella ehrt den tschechischen Mykologen Josef Emanuel Kabát (1849–1925).

## Beschreibung
Kabatiella zeae wurde zuerst auf der japanischen Insel Hokkaido beschrieben und verursacht zahlreiche runde Flecken mit braungrauen bis braunvioletten Rändern, die von einem gelben Hof umgeben sind. Später wurde der Pilz in Amerika, Neuseeland und Europa entdeckt und konnte bisher ausschließlich an der Wirtspflanze Mais isoliert werden. Der Pilz überdauert auf Ernterückständen und vermehrt sich über asexuelle Konidien sodass sauberes Unterpflügen eine der wichtigsten Bekämpfungsmaßnahmen ist. Ertragsverluste durch das Pathogen können vor allem bei langjähriger Monokultur und Minimalbodenbearbeitungen auftreten.